# 懸鉤子穴粉蝨
懸鉤子穴粉蝨（学名：Aleurolobus rubus）为粉蝨科穴粉蝨屬下的一个种。